# توماس هلوگ
توماس هلوگ (انگلیسی: Thomas Helveg؛ زادهٔ ۲۴ ژوئن ۱۹۷۱) یک بازیکن فوتبال سابق اهل دانمارک است.
از باشگاه‌هایی که در آن بازی کرده‌است می‌توان به مونشن گلادباخ، اودینیزه، نورویچ سیتی، آ.ث میلان، و اینترمیلان اشاره کرد.
وی همچنین در تیم ملی فوتبال دانمارک بازی کرده‌است و عضو این تیم در جام‌های جهانی ۱۹۹۸ و ۲۰۰۲ بوده‌است.